# Ϻ
San (Ϻ ou ϻ) é uma letra do alfabeto grego que acabou caindo em desuso e foi substituída pelo Sigma. Tal letra foi utilizada até o século VI a.C. e, em ordem alfabética, se localizava entre Pi e Qoppa.

## Classificação
- Alfabeto = Alfabeto grego
- Fonética = /Se/